# Gerarda de Lang
Gerarda Ernestina Augusta Rueter-de Lang (Beets, 28 november 1876 – Amsterdam, 4 december 1962) was een Nederlands tekenaar en grafisch ontwerper.

## Leven en werk
Gerarda de Lang werd geboren in Beets als dochter van predikant Herman de Lang en Maartje Jacoba Brunner. Ze groeide op in Wormerveer, waar haar vader in 1878 werd beroepen. Vanaf 1893 werd ze opgeleid aan de Rijksnormaalschool voor Teekenonderwijzers in Amsterdam, ze behaalde in 1896 het diploma handtekenen. Ze volgde het jaar erop de theosofische Vahâna-ontwerpcursus van Karel de Bazel en Mathieu Lauweriks, waarbij werd geleerd te ontwerpen op geometrisch-systematische grondslag. Tijdens de cursus maakte zij een kalender, die ze wilde laten drukken. Ze raakte daarover in gesprek met kunstenaar Georg Rueter (1875-1966), wiens vader een drukkerij had en die ze mogelijk via de Rijksnormaalschool had leren kennen. Het tweetal ging samenwerken in Rueters atelier De Gulden Snede. Georg tekende in 1900 haar portret. Het stel trouwde in 1901 en kreeg vier kinderen, van wie drie hun ouders in het artistieke voetspoor volgden: grafisch ontwerpers Maria Hofker-Rueter (1902-1999) en Pam Rueter (1906-1998) en beeldhouwer Gerarda Rueter (1904-1993). Van 1919 tot 1961 woonde het gezin in Sloterdijk.
De Lang tekende en lithografeerde en ontwierp onder meer boekbanden, kalenders, ex librissen, postzegelboekjes en borduurwerk. In 1900 en 1902 werden kalenders van De Lang en haar man bekroond door Architectura et Amicitia. Van 1900 tot 1901 was ze medewerkster van 't Binnenhuis aan het Rokin. Ze werd tweede secretaris van het bestuur van de Dagteeken- en Kunstambachtsschool voor Meisjes, waar haar man les gaf, en was penningmeester van de commissie Toegepast kunst bij de tentoonstelling De Vrouw 1813-1913.
Gerarda Rueter-de Lang overleed in 1962, kort na haar 86e verjaardag.

## Werken (selectie)
- boekomslag en illustraties voor Noorweegsche brieven (1901) van Valborg Isaachsen-Dudok van Heel, samen met Georg Rueter.
- Herinneringskalender voor het jaar 1901, in opdracht van 't Binnenhuis.
- patroontekening voor een geborduurd lakentje (1909) en -met Georg- een tekening voor een sprei voor de zogenaamde Amsterdamse wieg voor prinses Juliana.[7] De wieg werd ontworpen door De Bazel en door de Amsterdamse vrouwen en meisjes aangeboden aan koningin Wilhelmina.
- kalenders voor 1914 en 1916 voor uitgever J.F. van de Ven in Baarn.
- ex libris (ca. 1923) voor de Vereniging Hendrick de Keyser.
- ex libris (ca. 1923) voor J.Q.v.R.A., mogelijk Jo van Regteren Altena.
- ex libris voor jhr. O. van Beresteyn.